# Lima sockendräkt

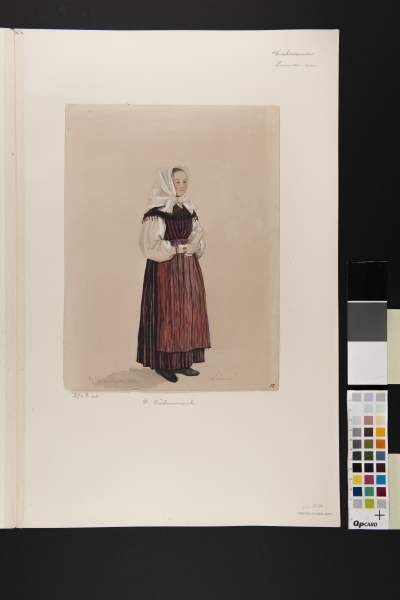
Lima. Kvinna i dräkt. Akvarell av P Södermark 1850 - Nordiska museet - NMA.0070021 (2)

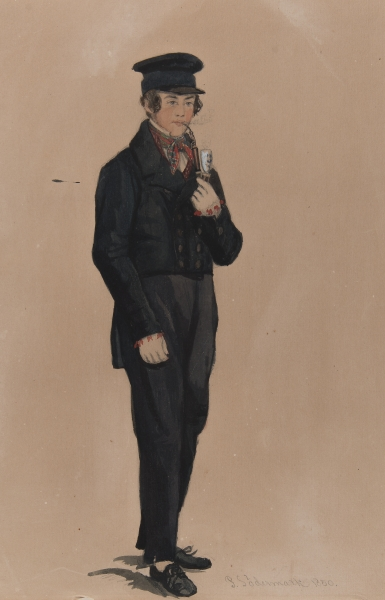
Man i dräkt. Akvarell av P Södermark 1850 - Nordiska museet - NMA.0070020

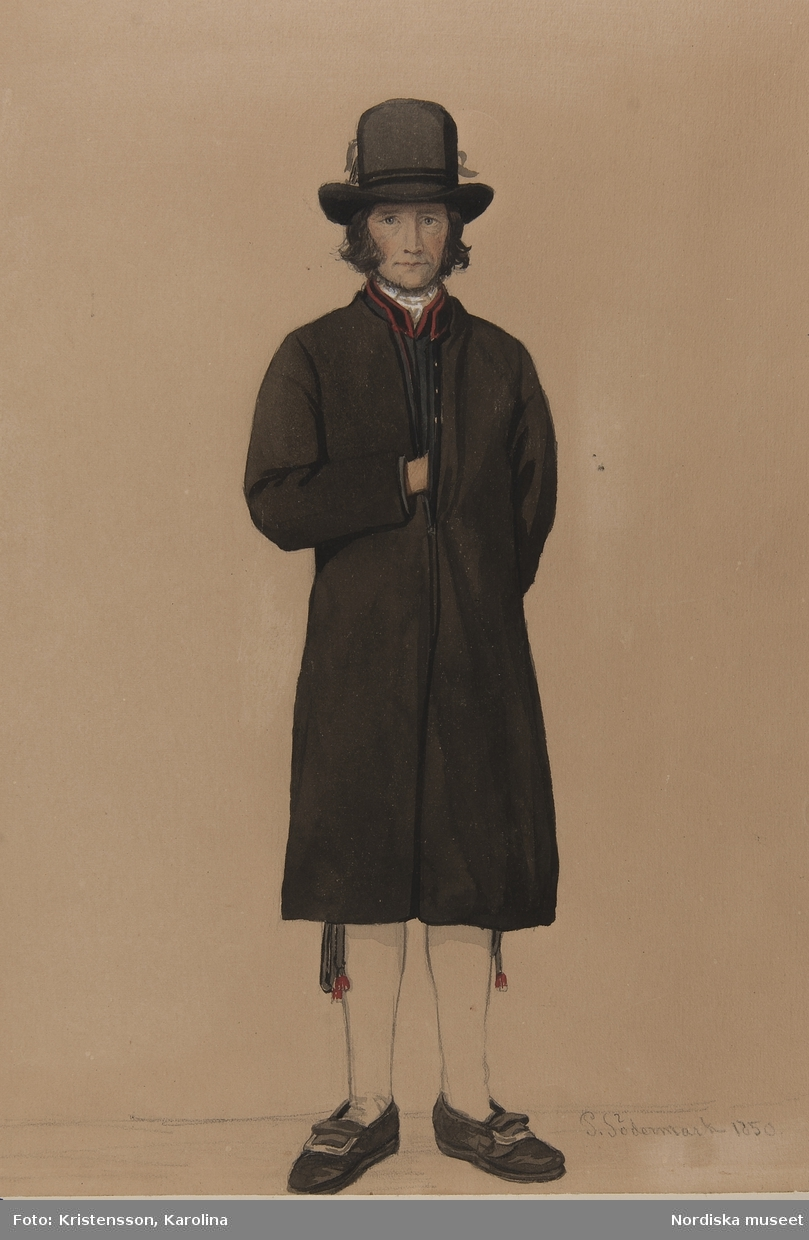
Man, Kessjerker i Lima. P. Södermark 1850 - Nordiska museet - NMA.0070032

Limadräkten är en sockendräkt (eller bygdedräkt) från Lima socken i Dalarna.
Dräktskicket i Lima socknen har varit blygsamt jämfört med många andra socknar i Dalarna. I Lima upphörde dräktbruket på 1870-talet och den sista kvinnan som syntes i en sockendräkt sägs ha varit i slutet av 1800-talet i samband med midsommar.
I början av 2000-talet, återupptogs dräkten av några kvinnor från Lima och Transtrand genom Hembygdsföreningarna i Lima och Transtrand. Förlagorna är tagna genom besök på Nordiska museet och dräktdelar som finns i privat ägo samt en målning av söndagsdräkten från år 1850. Denna dräkt kallas för Lima-Transtrands söndagsdräkt.

## Mansdräkt

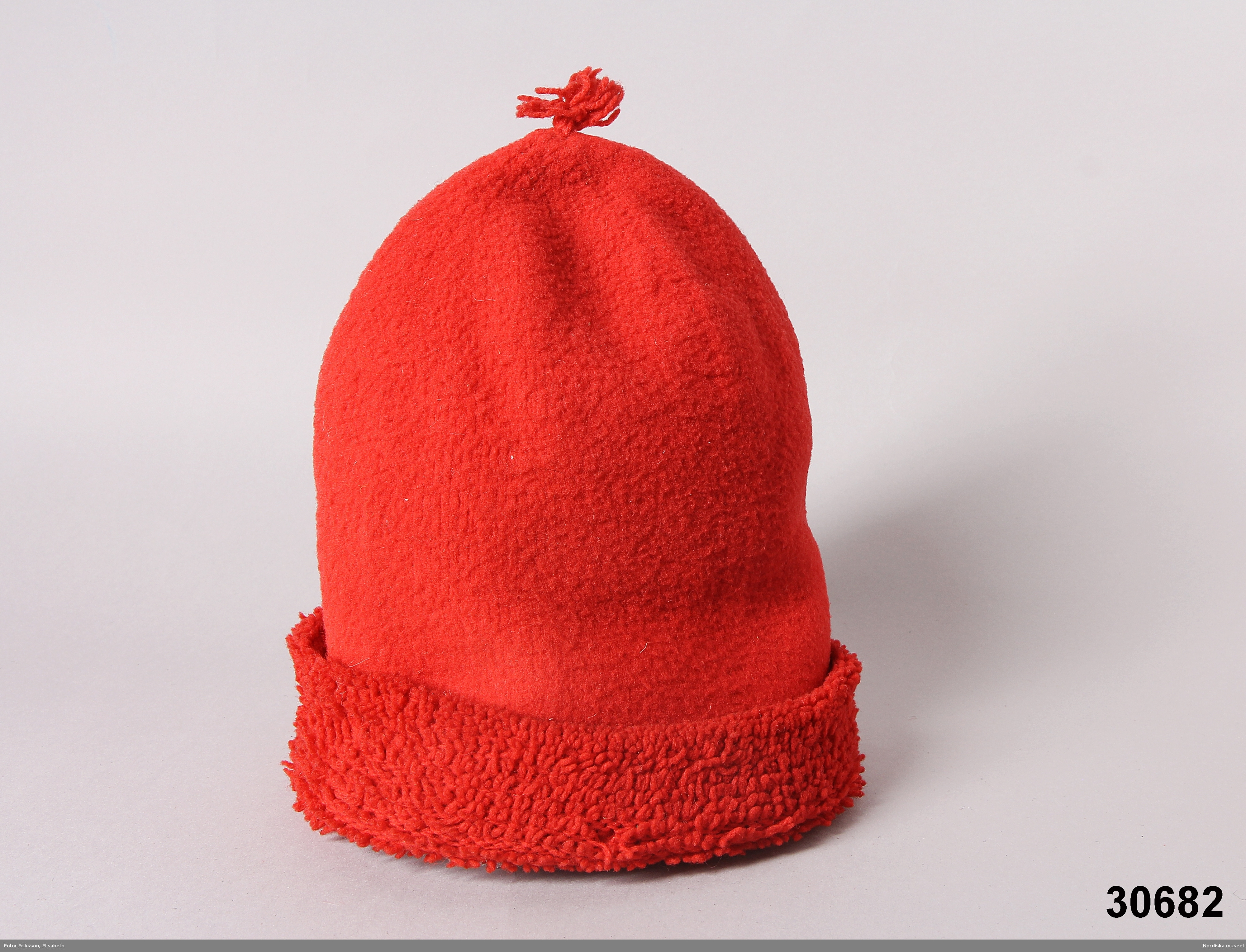
Römössa från Lima socken.